# دودلي بيرسون
دودلي بيرسون (بالإنجليزية: Dudley Pearson)‏ هو لاعب كرة قدم أمريكية أمريكي، ولد في 8 فبراير 1896 في أبلتون في الولايات المتحدة، وتوفي في 3 سبتمبر 1982 في ميلواكي في الولايات المتحدة.

## وصلات خارجية
- دودلي بيرسون على موقع مرجع كرة القدم المحترفة.كوم (الإنجليزية)